# Crossomys moncktoni
Crossomys moncktoni és una espècie de rosegadors de Nova Guinea, que forma part de la tribu dels hidrominis. És tracta de l'única espècie del gènere Crossomys. Probablement aquesta espècie sigui la més estretament relacionada amb Baiyankamys. Es tracta d'un dels rosegadors millor adaptats al medi aquàtic del món.

## Distribució i hàbitat
Aquesta espècie viu a la Serralada Central de Papua Nova Guinea, inclosa la península de Huon, en altituds compreses entre els 1.000 i els 2.700. El seu hàbitat són els rierols de muntanya freds i corrents ràpides.

## Descripció
Es l'espècie de múrid millor adaptada a la vida a l'aigua. Té uns peus extremadament llargs, amb un dits que estan completament units per una membrana, unes potes davanteres molt reduïdes, unes orelles absents o invisibles, uns ulls molt petits i una cua llarga amb una filera de pèls a la cara inferior. Aquesta fila de pèls comença a cada costat de l'inici de la cua com dues files de pèls llargs i blancs, que es fusionen a uns 5 centímetres del principi de la cua, arribant al final de la cua. En totes aquestes característiques s'assembla a la musaranya aquàtica elegant, un bon exemple de convergència evolutiva.

## Ecologia
Es passa el dia està buscant capgrossos, cucs i insectes de riu (principalment larves). De nit dorm en forats al llarg de la riba del riu. Aquesta espècie només dona a llum una cria per ventrada. Només es capturada pels caçadors Telefol quan els nivells dels rius són baixos.

## Història del descobriment
Fou descrit per primer cop el 1907 pel mastòleg britànic Oldfield Thomas, que es va basar en un espècimen capturat per C.A.W. Monckton, en honor del qual l'espècie rep el seu nom específic, prop del riu Brown, a la Província Central, al sud-est de Papua Nova Guinea. Fins a juliol de 1950 no se'n va capturar cap altre espècimen. Des d'aleshores s'han capturat altres exemplars a les muntanyes de l'est de Nova Guinea, encara que encara és una espècie molt rara. El nom científic vol dir ‘ratolí amb franges de Monckton’, el qual es refereix al primer que en va capturar un exemplar (Monckton) i a les franges de pèls de la cua.

## Noms comuns
És conegut amb el nom de kwypep per la tribu Kalam, de la província de Madang, possiblement rep el nom de ogoyam per part dels Telefol, de la província de Sandaun, i momo per part dels Rofaifo, de la província de les Terres Altes del Sud, encara que aquest nom també s'utilitza per referir-se a altres murins aquàtics com la rata d'aigua australiana. Alguns nom locals poden traduir-se com «petaure del sucre d'aigua», que fa referència a la similitud del pelatges d'aquestes dues espècies.

## Estat de conservació
Es poc el que es coneix sobre el seu estat de conservació, malgrat que la UICN l'ha catalogat com en risc mínim dins la seva Llista Vermella.